# Cecilia Olin
Cecilia Olin, tidigare Schiöld, född 27 januari 1977 i Stockholm, är en svensk skådespelare.
Hon har gjort många jobb som dock- och röstskådespelare, och är kanske mest känd för rollerna Ester, den lilla filosofen i Höjdarna; Lucia, receptionisten från Hotell Kantarell samt som rösten till Kvacki i den första Landet för längesedan filmen. Sedan 2021 spelar hon Bolibompadraken hos SVT Barn.

## Filmografi
- 1986 – Mästerdetektiven Basil Mus
- 1988 – Landet för längesedan
- 1990 – Ebba och Didrik
- 1996 – Vinterviken
- Sesame Street
- 2001 – Woodi
- 2004 – Allrams höjdarpaket
- Björnes Magasin
- 2006–2007 – Höjdarna
- 2006 – Lasse-Majas detektivbyrå
- 2007–2010 – Hotell Kantarell
- 2020 – Helt perfekt (TV-serie)
- 2021–idag – Bolibompa